# Kloster Marienwerder

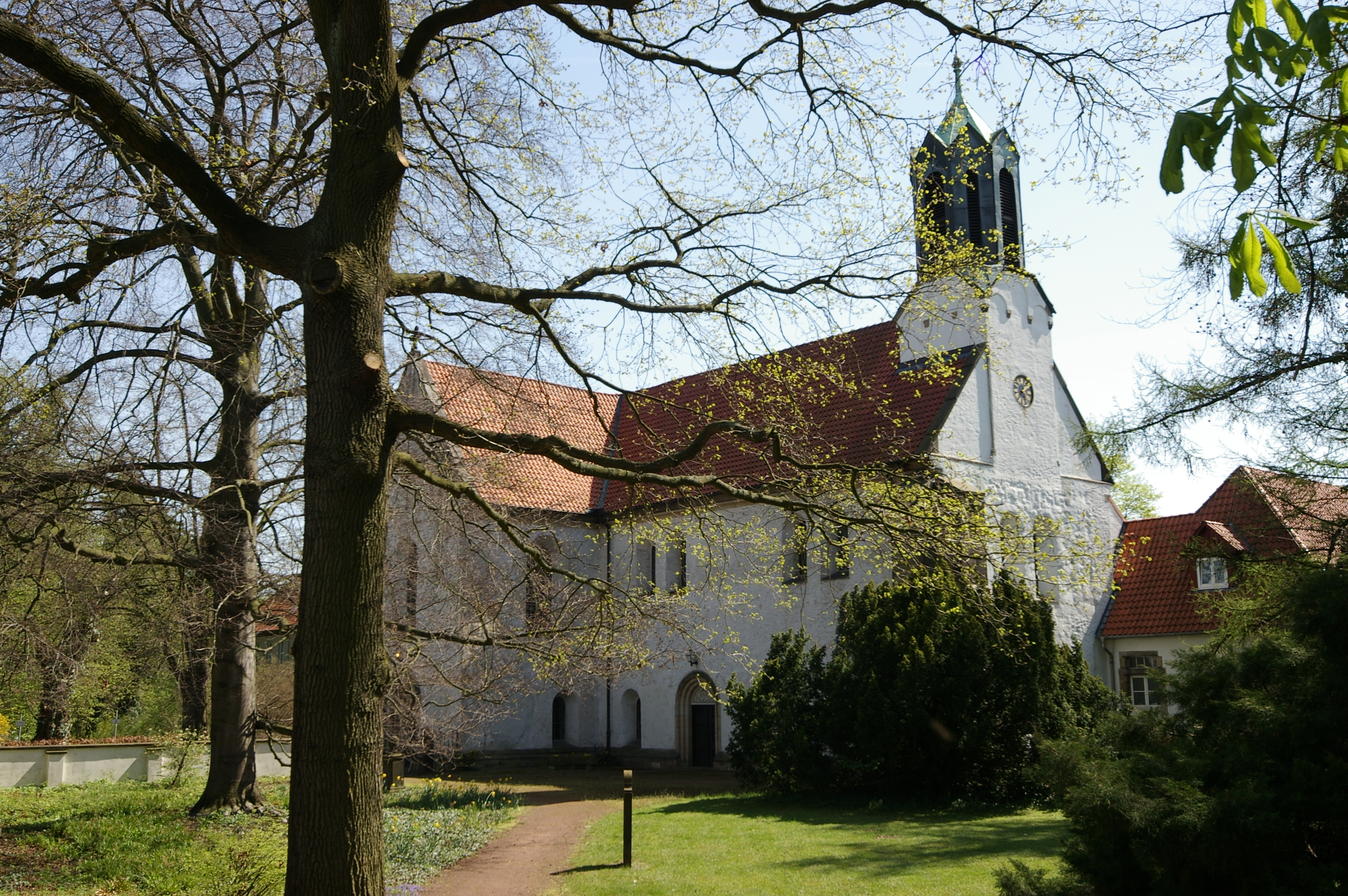
Klosterkirche mit neugotischem Turm von 1861

Das Kloster Marienwerder ist ein ehemaliges Augustinerinnenkloster im Stadtteil Marienwerder im Nordwesten von Hannover. Es ist eines der fünf Calenberger Klöster. Die um 1200 im romanischen Stil als Basilika errichtete Klosterkirche ist die älteste Kirche Hannovers.

## Lage
Die Klosteranlage liegt naturräumlich im Übergangsbereich von der Geest zur Lösszone des Calenberger Landes. Es befindet sich in der Terrassen- und Auelandschaft der Leine unweit des Flusses. Zum Klosterbereich gehören größere Sanddünen, die nach der letzten Eiszeit am Nordufer der Leine angeweht wurden und heute bewaldet sind.

## Geschichte

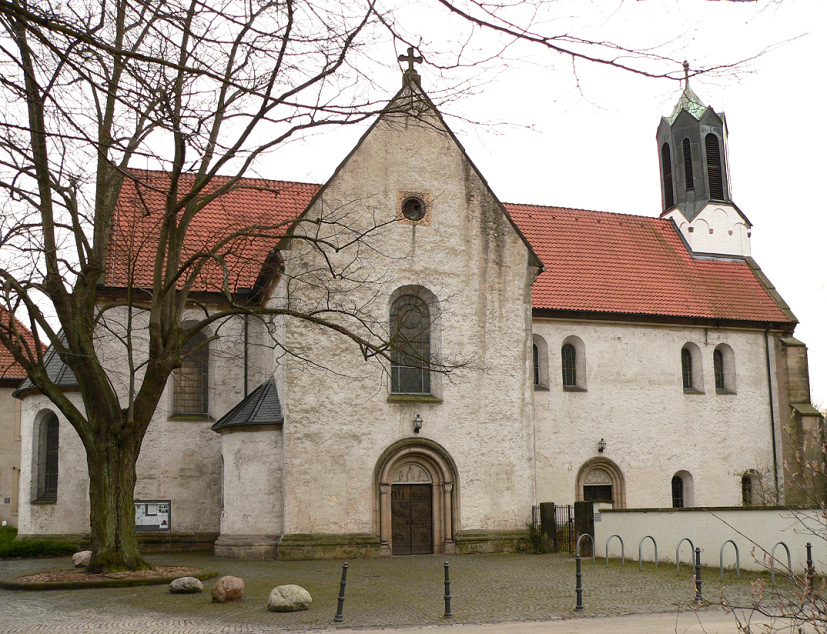
Eingangsbereich der Klosterkirche

Das Kloster wurde 1196 als Monasterium Sanktae Mariae in Werdere von Graf Konrad I. von Roden aus dem Hause der Grafen von Roden gegründet. Der Gründungsort befand sich auf einem nicht mehr vorhandenen Flusswerder in der Leine. Laut einer Legende sei dort in einer wundersamen Erscheinung ein hölzernes Marienbild angeschwemmt worden, was zur Klostergründung geführt haben soll. Eine gleichartige Erscheinung soll etwa 25 km flussabwärts 1215 zur Gründung von Kloster Mariensee geführt haben. Im Jahr 1200 fand die Klosterweihe von Marienwerder durch den Bischof Themar von Minden statt. Die ersten Jahre war das Kloster nun Augustiner-Chorherrenstift. Zu dieser Zeit wurde auch die an das Kloster angrenzende Klosterkirche errichtet. 1216 erfuhr das Kloster seine zweite Weihe und wurde fortan von Augustinerinnen aus dem Stift Obernkirchen bewohnt. Im Februar 1250 wurde durch Bischof Johann zu Minden die Gemeinde Garbsen mit Marienwerder zusammengelegt, sodass die Klosterkirche nun auch als Gemeindekirche verwendet wurde. Im Laufe der Zeit wurde das Kloster mit Besitz ausgestattet. Das war das Gut der Grafen von Roden, auf dem es erbaut wurde und die zeitweilig die Stadtherren von Hannover waren. Hinzu kamen Ländereien sowie Fischerei- und Mühlenrechte. Im 13. Jahrhundert gehörten zum Klosterbesitz unter anderem die Dörfer Garbsen, Linden und Limmer.

### Baugeschichte
Die dreischiffige Klosterkirche entstand um 1200 im Stil der Romanik und wurde aus Bruchsteinen errichtet. Das nördliche Seitenschiff vernichtete 1335 ein Brand und wurde nicht wiederaufgebaut. Im Laufe des Mittelalters erfuhr das Gebäude verschiedene Umbauten.
1335 zerstörte ein Feuer nahezu die gesamte Klosteranlage, die Kirche blieb jedoch größtenteils unversehrt. In den folgenden Jahren wurde das Kloster mit Hilfe von Spenden wieder aufgebaut und 1339 erneut eingeweiht. Bei einem weiteren Großbrand des Klosters 1687 blieb die Kirche erneut weitgehend verschont. 1688 entstanden als West- und Südflügel Wohngebäude an der Klosterkirche. 1704 wurde ein zweigeschossiger Ostflügel errichtet. Um 1860 gab es eine Kirchenrenovierung durch Conrad Wilhelm Hase. Um 1885 wurde der Altarraum durch Oscar Wichtendahl ausgemalt. 1997 erhielt die Kirche aus Anlass des 800-jährigen Jubiläums eine bemerkenswerte Eingangstür aus Bronze mit biblischen Motiven.

### Reformation
1542 wurde das Kloster schließlich aufgrund der von Elisabeth von Brandenburg und Anton Corvinus erlassenen Calenberger Kirchenordnung evangelisch. Beide führten damit die lutherische Reformation im Calenberger Land ein. Ein Versuch der Gegenreformation durch Elisabeths Sohn Erich II. im Jahr 1546 scheiterte. Elisabeth zog anschließend die Besitzungen des Klosters ein, schlug sie aber nicht der Staatskasse zu, sondern gründete einen Fonds. Daraus entstand der „Allgemeine Hannoversche Klosterfonds“, der als Klosterkammer Hannover bis heute weiter besteht. 1620 erhielt das Kloster den Status als evangelisches Damenstift. Im Dreißigjährigen Krieg (1618–1648) litt das Kloster an plündernden Söldnerhorden, so dass die vier verbliebenen Nonnen zeitweilig in ein zum Kloster gehörendes Stadthaus in Hannover flüchteten. 1663 erließ Herzog Georg Wilhelm von Calenberg eine neue Klosterordnung und forderte von den Nonnen das Bekenntnis zur Augsburger Konfession. 1687 ereignete sich der zweite Großbrand des Klosters. Im folgenden Jahr wurden Süd- und Westflügel neu errichtet, und die Klosterkirche bekam eine bronzene Glocke.

## Umgestaltungen

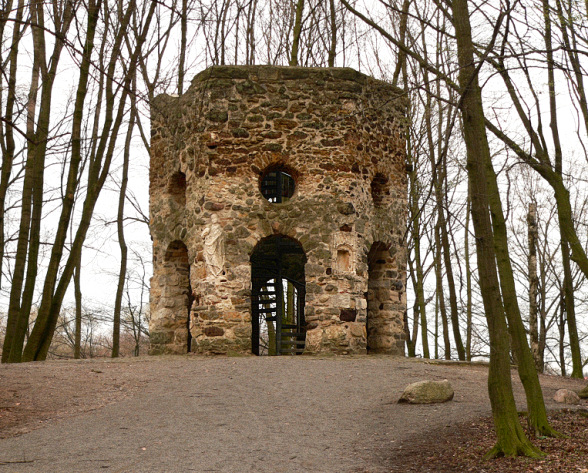
Hexenturm auf einer Düne im Garten

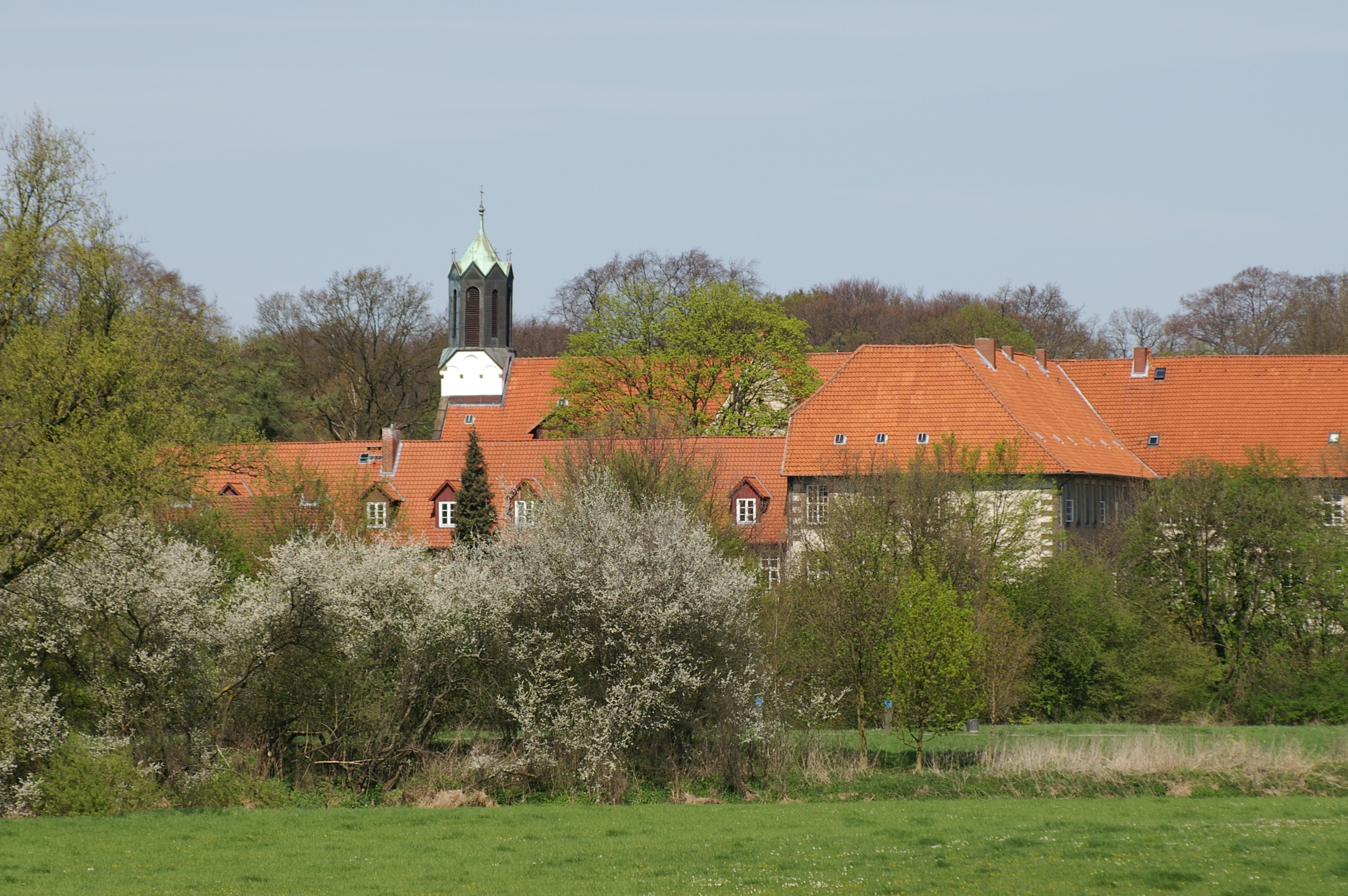
Blick auf die Klosteranlage

### Hinüberscher Garten
Im 18. Jahrhundert fanden Baumaßnahmen am Ostflügel des Klosters statt.
1727 wurde das Kloster an Carl Anton von Hinüber verpachtet. Seit 1760 war Jobst Anton von Hinüber Amtmann des Klosters. Er gestaltete es nach englischem Vorbild zu einem landwirtschaftlichen Mustergut um.
1774 ließ Jobst Anton von Hinüber ein etwa 40 Hektar großes Gelände in einen Garten im Stil eines Jardin anglo-chinois anlegen, der Hinüberscher Garten genannt wurde. Die Anlage enthielt verschiedene Staffagebauten, wie einen „Hexenturm“ (künstliche Turmruine), einen „chinesischen Pavillon“ und eine Grotte am Ufer des großen Teiches, auf dem venezianische Gondeln schwammen und in dem eine Blumeninsel angelegt war. Von Hinüber beabsichtigte darüber hinaus die harmonische Einheit von gestalteter Landschaft und landwirtschaftlicher Nutzung im Sinne einer sogenannten ornamented farm. Der Besuch seines Gartens soll für gebildete Gäste des Kurfürstentums Hannover Pflichtprogramm gewesen sein.

### Umgestaltungen 19. und 20. Jahrhundert
Mitte des 19. Jahrhunderts befand sich die Klosterkirche in einem sehr schlechten Zustand. Erst nach einem Besuch des Königs wurde ab 1858 mit umfassenden Renovierungsarbeiten begonnen: Die Emporen wurden neu errichtet, und die Kirche erhielt eine neue Ausstattung in Form von Sitzbänken, einer Kanzel, einem Lesepult und einem Hochaltar. Außerdem wurde 1862 ein Gemeindefriedhof angelegt. 1924 erhielten Kloster und Friedhofskapelle neue Glocken, nachdem die alten im Ersten Weltkrieg eingeschmolzen worden waren. Im Jahr 1927 erwarb die Stadt Hannover das Klostergut. 1963 wurde eine Pflegeeinrichtung für Kanonissen der Calenberger und Lüneburger Klöster errichtet. Von 1976 bis 1978 fand ein Umbau am Ostflügel des Klosters statt, um Platz für neue Wohnungen zu schaffen.

## Heutige Situation
Das Vermögen und die Gebäude des Klosters werden durch die Klosterkammer Hannover verwaltet. Der Konvent des Klosters bestand 2014 aus vier Damen und einer Äbtissin. Seit 2014 gibt es ein neues Modell der altersgerechten Begleitung, ein Wohnzentrum mit ambulanter Versorgung und angegliederter Tagespflege.
2020 gab es im Konvent nur noch eine Stiftsdame und eine Äbtissin. Dieser wurde Ende Dezember 2020 fristlos gekündigt. Als Begründung nannte die Klosterkammer „schwerwiegende Gründe“. Die Amtsgeschäfte führte die Stellvertreterin weiter. Nachdem Ulrike Kempe seit Oktober 2021 die Leitung des Klosters innegehabt hatte, wurde sie am 28. August 2022 feierlich in das Amt als Äbtissin eingeführt.
Die Klosterkirche wird auch von der Kirchengemeinde Marienwerder genutzt, die etwa 720 Mitglieder umfasst. Die Gemeinde unterhält Partnerschaften mit Gemeinden in Leipzig und Tansania.

## Persönlichkeiten
- 1827 bis 1845 war Caroline von Bremer Domina des Klosters.[5]